# Reuzenboomwrat
De reuzenboomwrat (Lycogala flavofuscum) is een slijmzwam behorend tot de familie Reticulariidae. Hij leeft saprotroof op naaldhout. 

## Kenmerken
De vruchtlichamen zijn 20 tot 70 mm in diameter en hebben een gladde wand en geen schubben. Ze zijn glanzend grijs of beige. De sporen zijn in bulk beige of grijsbruin en meten 5–7 µm.

## Verspreiding
In Nederland komt de reuzenboomwrat zeldzaam voor.

## Foto's

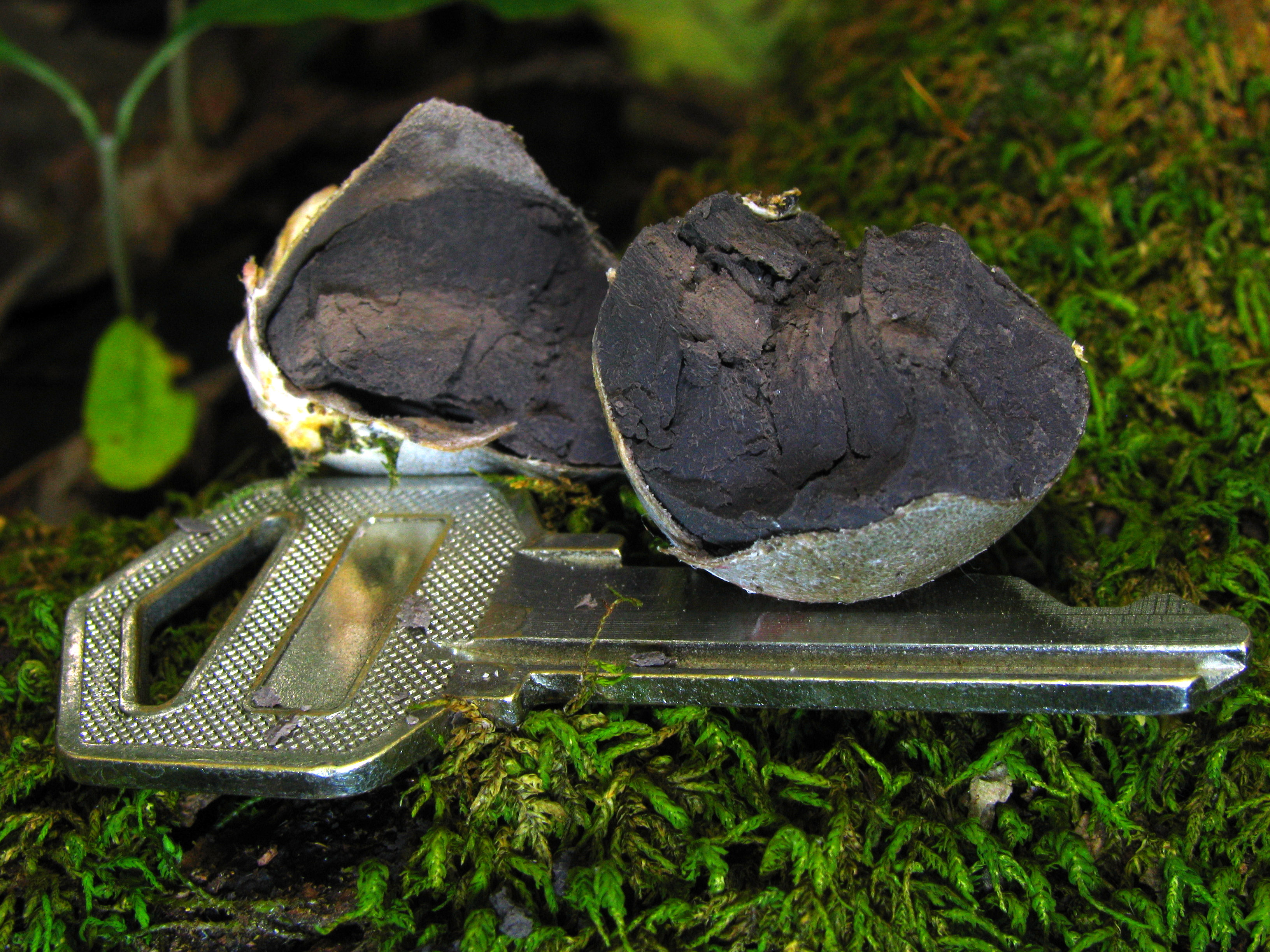
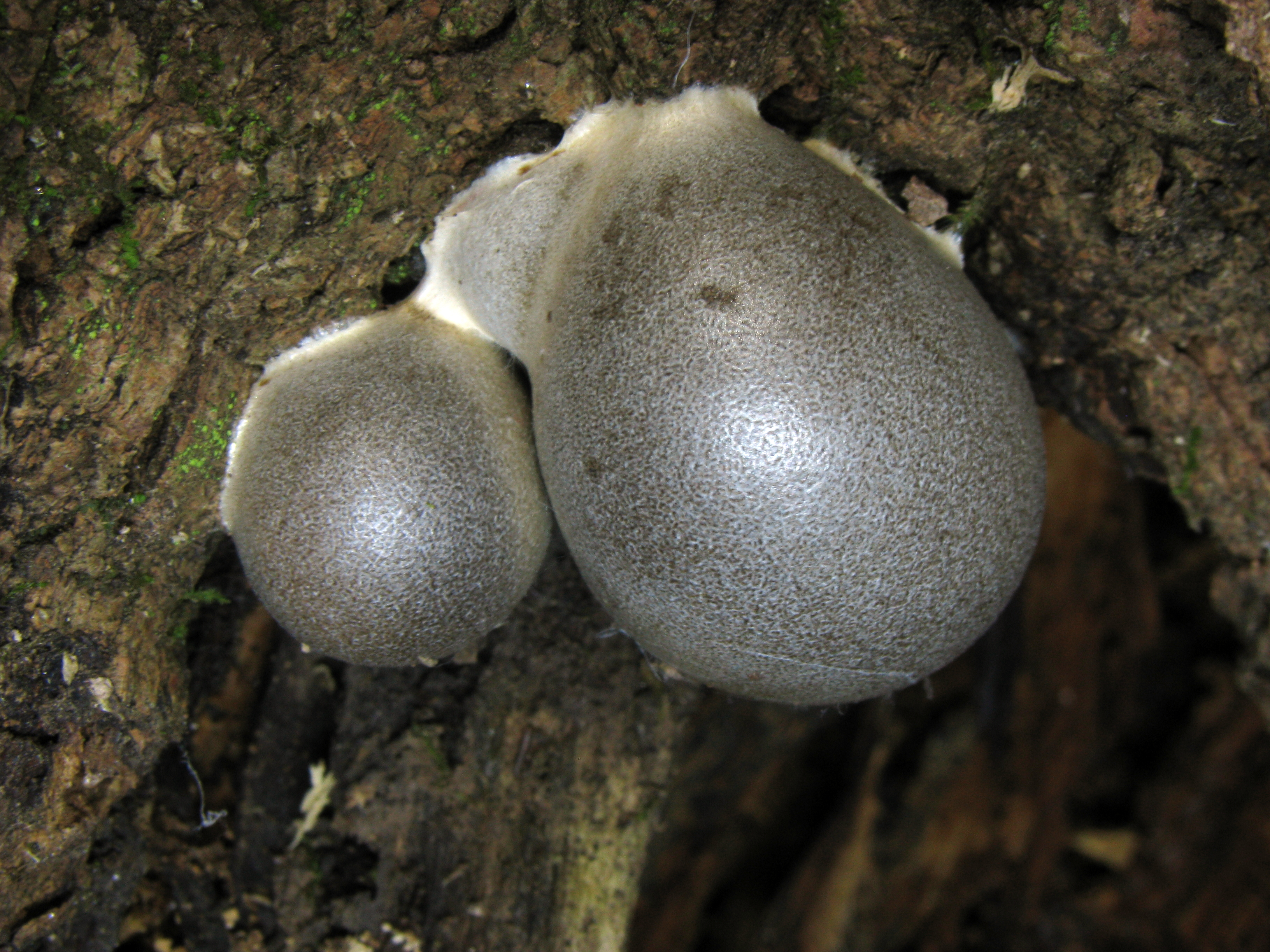